# Veinteañera, divorciada y fantástica
Veinteañera, divorciada y fantástica es una película mexicana de comedia dirigida por Noé Santillán-López. La cinta es producida por José Alberto López y José Manuel Flandes de All About Media con las actuaciones de Paulina Goto, Vadhir Derbez, Jesús Zavala, Natalia Téllez, Ela Velden, Gisselle Kuri y distribuida por Videocine. Aunque no es una secuela de Treintona, Soltera y Fantástica se considera dentro del mismo universo cinematográfico. La película estrenó en México el 13 de marzo del 2020 y a pesar de la pandemia de Covid 19 logró romper récords de permanencia en el primer lugar de taquilla. Igualmente se destacó como la película más vista en línea según el Anuario Estadístico de Imcine del 2020.

## Reparto
- Paulina Goto - Regina
- Vadhir Derbez - Juanpa Santoscoy
- Jesús Zavala - Andrés "Furby" Montaño
- Natalia Téllez - Tábata
- Ela Velden - Lorenza
- Gisselle Kuri - Roberta
- Ricardo Peralta "Torpecillo" - Toñito
- Manelyk González - Mane
- Carlos "El Capi" Pérez - El cholo
- Eduardo Arroyuelo - Nicolás
- Pedrito Sola - como él mismo.
- Claudio Roca - Santi
- Paco Rueda - Turrón
- Ana González Bello - Emiliana